# Kolja Brandt

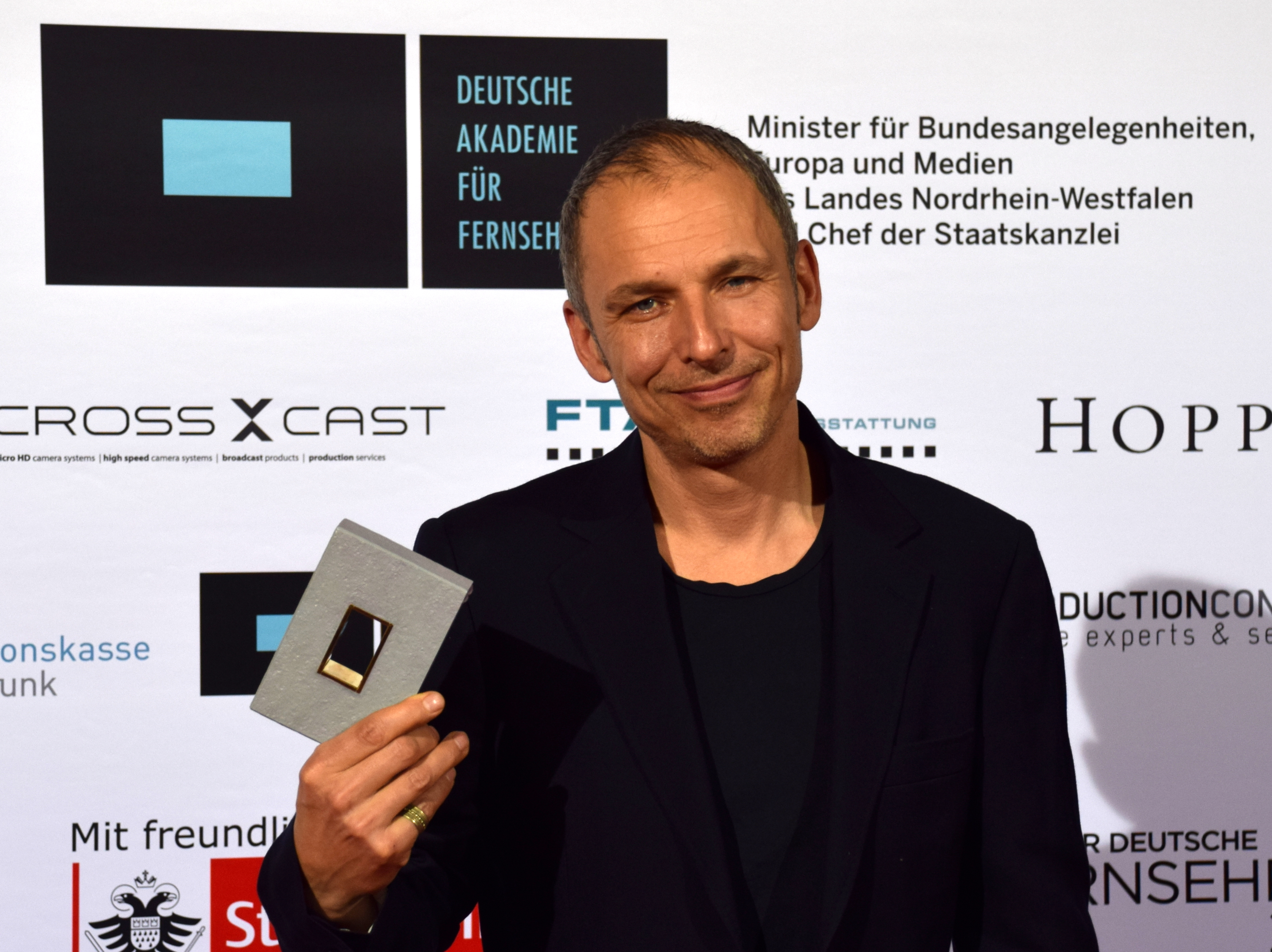
Kolja Brandt bei der Preisverleihung der Deutschen Akademie für Fernsehen 2015

Kolja Brandt (* 1969 in Berlin) ist ein deutscher Kameramann.

## Leben
Kolja Brandt wuchs in Berlin-Kreuzberg auf. Er begann seine Kamerakarriere 1993 beim italienischen Fernsehen. Nach seiner Rückkehr 1995 nach Deutschland begann er für Studentenfilme zu arbeiten. Seinen ersten Spielfilm als Kameramann drehte er mit dem 1998 veröffentlichten Letting Go. Seitdem war er als Kameramann für Kinofilme wie Knallhart, Goethe! und Nordwand verantwortlich. Für letzteren wurde er mit dem Preis der deutschen Filmkritik und dem Deutschen Filmpreis für die Beste Kamera ausgezeichnet.
Er lebt in Berlin und hat drei Söhne.

## Filmografie (Auswahl)
- 1997: Tänze der Nacht
- 1998: Letting Go
- 2004: Im Dunkeln
- 2006: Knallhart
- 2008: Nordwand
- 2010: Goethe!
- 2011: Die Geschichte der Auma Obama
- 2011: Joschka und Herr Fischer
- 2012: Die Logan Verschwörung (The Expatriate)
- 2012: Jäger des Augenblicks – Ein Abenteuer am Mount Roraima (Roraima: Climbing the Lost World)
- 2014: Hectors Reise oder die Suche nach dem Glück (Hector and the Search for Happiness)
- 2014: Nackt unter Wölfen
- 2014: Colonia Dignidad – Es gibt kein Zurück (Colonia)
- 2017: Der junge Karl Marx (Le Jeune Karl Marx)
- 2019: Die Agentin (The Operative)
- 2019: Berlin, I Love You
- 2020: The Secrets We Keep – Schatten der Vergangenheit (The Secrets We Keep)
- 2021: Blackout
- 2021: Raised by Wolves
- 2021: Rottet die Bestien aus! (Exterminate all the Brutes)
- 2024: Die Kaiserin (Netflixserie, 1 Folge)

## Auszeichnungen
- 2009: Deutscher Filmpreis (Lola) in der Kategorie Beste Kamera / Bildgestaltung für Nordwand.
- 2015: Auszeichnung der Deutschen Akademie für Fernsehen in der Kategorie Beste Bildgestaltung für Nackt unter Wölfen